# Elecciones presidenciales de Perú de 1858
Las elecciones presidenciales del Perú de 1858 se dieron poco después de la guerra civil peruana de 1856-1858. Si bien la rebelión de Manuel Ignacio de Vivanco fracasó, su intención era acabar con la influencia de los liberales en las decisiones de gobierno.
Ramón Castilla optó por convocar a elecciones para un Congreso Extraordinario y para la elección del Presidente Constitucional, ya que él era solo Presidente provisional. Él mismo se presentó como candidato, y los liberales lanzaron al general José Miguel Medina. Realizadas las elecciones, triunfó Castilla.
- Datos: Q47496783